# Еллен Фог та її син Фредерік
Еллен Фог (Ellen Fogh, 7 серпня 1889, Данія — 10 травня 1958) та її син Фредерік Фог  (Fredrik Fogh, 21 жовтня 1923, Данія — ?) данські громадяни, які допомоги врятувати євреїв після окупації Данії нацистами.
Під час нацистського вторгнення до Данії у квітні 1940 року Еллен Фог, якій на той момент було понад 50 років, проживала у Копенгагені разом зі своїм 17-річним сином Фредеріком. На початку окупації німецька влада пообіцяла не переслідувати євреїв, однак ситуація змінилася в серпні 1943 року після відставки данського уряду, який відмовився виконувати нові вимоги нацистів. У країні було запроваджено надзвичайний стан, що дало можливість розпочати масову депортацію євреїв.
28 вересня 1943 року, коли почали ширитися чутки про арешти та депортацію єврейського населення, Луїза Герц (до шлюбу Фрідеріція) звернулася по допомогу до своєї тітки Еллен Фог, прохаючи прихистити себе та чоловіка Свенда. Обом було понад п'ятдесят років. Еллен одразу погодилася, за умови, що її син не буде проти. Фредерік без вагань підтримав матір.
Усвідомлюючи небезпеку, Фредерік також вирішив допомогти своєму єврейському другові — Карлу Шомоджі, біженцю з Австрії, з яким вони потоваришували після аншлюсу 1938 року. Він сам прийшов до Карлового дому та запросив його сховатися у їхній квартирі.
Оскільки гості не мали типової данської зовнішності, Еллен попросила їх не виходити на вулицю і навіть не підходити до вікон. Проте коли стало відомо про їхнє укриття, усі троє були змушені втекти до іншого, тимчасового сховку.
Тим часом Еллен зуміла зібрати гроші через пожертви «на допомогу бідним» і найняла човен, щоб переправити євреїв до безпечної Швеції. Паралельно вона розпочала пошуки інших родичів — зокрема, доктора Хільмара Фрідеріції (нар. 1876), відомого педіатра, та його дружини Ліссі (до шлюбу Ельзасс, нар. 1905), які переховувались в Орхусі. Після двох тижнів безперервних пошуків їй вдалося їх знайти й переконати приїхати до Копенгагена, звідки вона теж організувала їхню втечу до Швеції.
Завдяки відвазі й рішучості Еллен та її сина Фредеріка всі євреї, яким вони допомагали, змогли благополучно врятуватися.
26 листопада 2003 року Яд Вашем присвоїв Еллен Фог і Фредеріку Фог звання «Праведники народів світу».